# Giorgio Basta
Giorgio Basta (Rocca, 30 gennaio 1544 – Praga, 20 novembre 1607) è stato un generale e mercenario italiano di origini albanesi del Regno di Sicilia, che fu al servizio degli Asburgo.

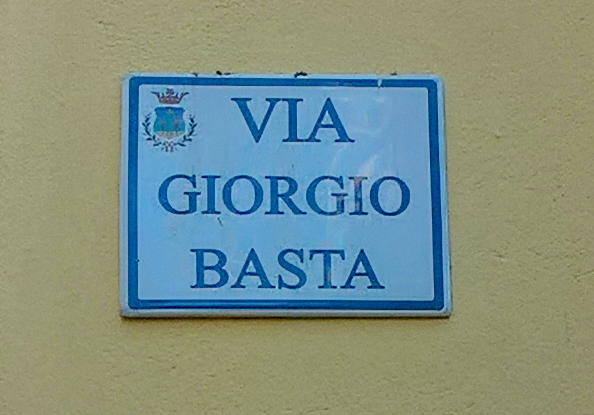
Cartello stradale a Brindisi Montagna

Fu impiegato dall'imperatore del Sacro Romano Impero Rodolfo II per comandare le forze asburgiche nella Lunga Guerra del 1591–1606. In seguito fu mandato ad amministrare la Transilvania come vassallo imperiale e a restaurare il cattolicesimo come religione dominante nella regione.

## Origini e carriera militare
Basta nacque in una famiglia arbëreshë. Si suppone sia nato a Rocca, l'odierna Roccaforzata (TA) nel 1544, in Terra d'Otranto. Altra tradizione bibliografica lo vorrebbe invece nato in Astesana a Rocca d'Arazzo, o a San Nicola dell'Alto presso Crotone.
Era il figlio di Demetrio Basta, un epirota albanese fuggito in Italia dopo la conquista ottomana dell'Albania. Arrivato in Italia, Demetrio servì l'impero spagnolo combattendo nella campagna piemontese a metà del 1500 e poi nelle Fiandre come comandante di un reggimento di cavalleria sotto il duca di Alba. Molto giovane, Giorgio divenne un soldato, e alla fine fu promosso al rango di ufficiale in un reggimento comandato da Demetrio. Dopo la morte del padre, Giorgio servì in una società di cavalleria guidata dal fratello maggiore Niccolò.
Giorgio Basta iniziò la sua carriera militare al servizio di Filippo II, principalmente sul fronte francese e nelle Fiandre, poi nel 1578 passò al comando di Alessandro Farnese. Morto Farnese, Basta, con le raccomandazioni di Filippo II, entrò da generale nell'esercito dell'imperatore Rodolfo II. Militò principalmente in Ungheria, ove comandò le forze asburgiche durante la Lunga Guerra (1591–1606) contro l'Impero ottomano. Ambrogio Merodio, nella sua Istoria Tarantina, così riassunse il suo operato: «fu lo spavento delle armi ottomane».

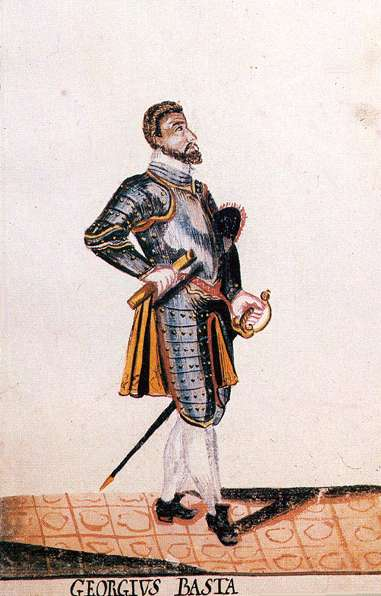
Giorgio Basta

## La conquista della Transilvania
All'aprirsi del XVII secolo, le ostilità con la Sublime porta entrarono in una fase di stasi. Giorgio Basta venne allora destinato dall'imperatore a nuove mansioni.
Dal 1598, Rodolfo II aveva deciso l'annessione delle terre transilvane, donategli dall'allora voivoda Sigismondo Báthory. Quando Báthory tornò sulle sue decisioni e nominò suo successore il cugino Andrea Báthory, Rodolfo II si coalizzò con il voivoda di Valacchia, Michele il Coraggioso, contro Báthory. Basta venne incaricato di affiancare i valacchi nella lotta contro i transilvani ed i loro alleati polacchi. Sconfitti i Bathory nella Battaglia di Șelimbăr (1599), fu il voivoda Michele a divenire pericoloso per l'imperatore. Basta attaccò i territori valacchi (1600) e sconfisse Michele nella Battaglia di Mirăslău, salvo poi tornare a schierarsi al fianco di Michele nella Battaglia di Goroszló (1601) contro le truppe polacche schieratesi al fianco di Sigismondo Bathory, tornato a reclamare il suo trono. Sconfitto Bathory, Basta chiuse la questione facendo assassinare, da mercenari valloni al suo comando, Michele il Coraggioso nell'agosto del 1601.
Giorgio Basta conquistò la Transilvania nel 1603, facendone uno stato vassallo dell'Impero. Instaurò nelle terre magiare un regno del terrore: vennero sottratte le terre ai nobili, la popolazione venne germanizzata e venne recuperato il primato del cattolicesimo attraverso la controriforma. Gli storici ungheresi e rumeni sostengono che Basta sia stato un uomo perfido, licenzioso e violento, motivato da un odio patologico per i Magiari. Durante il suo breve governo la Transilvania precipitò nel caos, nel terrore e nell'anarchia. In quegli anni la regione perse un terzo della popolazione. Il malcontento crebbe rapidamente e si concentrò intorno alla figura di István Bocskai, già consigliere di Sigismondo Bathory, che scatenò una rivolta contro il regime asburgico.

## Il ritiro e l'attività editoriale
Il generale Basta, conte di Huszt (nella contea ungherese settentrionale di Comitato di Máramaros) dal 1602, con il pretesto dell'insoddisfacente andamento delle operazioni militari in Ungheria, fu per così dire "mandato in pensione" a Praga. Qui, memore delle esperienze di guerra in Europa Orientale, scrisse molti manuali militari, di cui i più noti sono Il maestro di campo generale... (Venezia 1606) ed Il governo della cavalleria leggiera (postumo, Venezia 1612).
Nell'estate del 1604, Basta iniziò a fare pressioni verso la Casa d'Austria affinché gli versasse le notevoli somme di cui gli era debitrice. Per tenerlo a bada la Corte imperiale gli promise i feudi di Troppau e di Greifenstein (in Slesia) che non gli vennero mai concessi. Solo alla fine del 1605, per interessamento dell'arciduca Massimiliano, i ragionieri cesarei fecero un computo delle sue spettanze che risultarono essere di 42.200 fiorini, da cui poi, con artificiose detrazioni si giunse a riconoscergli la somma di 3.240 fiorini.
Come altri condottieri al soldo degli Asburgo (su tutti l'esempio di Ambrogio Spinola), Giorgio Basta non ricevette mai quanto era in suo diritto. La mattina del 20 novembre 1607, dopo cinque giorni di febbre originatasi da un raffreddamento, il generale morì improvvisamente a causa di un colpo apoplettico.